# Дайка
Дайката е пластово интрузивно тяло, при което магмата е застинала напречно или под прав ъгъл във вместващите го скали и дължината му е многократно по-голяма от дебелината. Формированието се отнася към типа на несъгласните интрузии, т.е. пресича пластовете на скалите, в които се вмества. Образува се чрез запълване на готови пукнатини, които пресичат основното скално напластяване и следователно са много по-млади от околните скали. Преди да кристализира, магмата изминава дълг път по протежение на дайката. Обикновено, изнесени на повърхността, тези образувания са ясно различими, защото имат различен цвят и текстура от околните скали и пресичат основните им пластове под ъгъл. Могат да бъдат формирани от застинала магма или седименти.

## Състав
Скалният състав на дайките се движи в много широк спектър. Често базичните дайки са внедрени при изцяло течно състояние на магмата. Съставящите ги скални породи имат непълнокристална, порфирна или афирна структура, което е свързано с бързото охлаждане и кристализация на магмата. Порфирната структура е често срещана и се характеризира с по-големи кристали, разположени в рамките на по-финозърнеста маса, което говори за два периода на кристализация. В зависимост от скоростта на охлаждане на дайката, магмата може да застине в едрозърнести или дребнозърнести скали. Ако магмата в дайката се охлажда много бавно и на голяма дълбочина, има време да се образуват едри пегматитови кристали. Малките порфири, съсредоточени в централната част на дайката са резултат от т.нар. кинетична диференциация и не са образувани заради по-малката скорост на застиване там. Повечето от дайките са по-устойчиви на ерозията от вместващите ги скали, поради което остават да стърчат като изпъкнали ръбове (гребени или стени) над околните скали, ако те са оголени.

## Размери
Дебелината на дайките е много по-малка от дължината им и варира от няколко сантиметра до стотина метра. Най-често обаче, порядъкът е от 30 cm до 6 метра. Ако магмата не се втвърди бързо и пукнатината е достатъчно дълга, дайката може да достигне до земната повърхност. В много от случаите обаче тя прекъсва под нея. Много тънките и дълги дайки понякога се наричат вени. Такава вена, която прорязва гранитни скали, се намира в каньона Гленууд на река Колорадо в САЩ. Голямата дайка в Зимбабве е изградена от габро, има дължина около 500 km и приблизителна ширина от около 8 km.

## Видове
Във вулканичния конус, както и във вътрешното ядро на вулкана могат да се появят стотици дайки. Могат да се разположат и като редица успоредни образувания, особено там, където е имало пукнатини в земната кора. В района на тези пукнатини магмата от един дълбок източник може да си пробие път нагоре и да образува дайка, като разшири отвора и разломи участъка. Наблюдават се както единични дайки така и групово разположени.

### В зависимост от разположението
- Единична дайка
- Пръстеновидна дайка – има форма на кух цилиндър, заобикалящ пропаднал блок от вместваща скала. Понякога потъването може да бъде толкова дълбоко под повърхността, че магмата да не я достига. В този случай при пръстеновидната структура се наблюдава изцяло запазена горна част на вместващите скали. При това положение, като повърхност на ерозионното ниво, се вижда само един овален плутон, чийто произход не е достатъчно очевиден, тъй като централната цилиндрична част не се вижда и не могат да се намерят доказателства за пропадането ѝ. Образуването на пръстеновидна дайка може да стане и само в присъствието на магмено тяло, без това да се свързва непременно с отгоре лежащата скална повърхност. Класически примери са терциерният магмен комплекс на остров Мул в Шотландия и пръстеновидната дайка Осипи в Ню Хампшър, САЩ. Многобройни пръстеновидни комплекси има в северна Нигерия, югоизточна Австралия, в Малави и Швеция. В България пръстеновидни плутони са Зидаровските, Върлибрежките, Малкотърновските, Росенските, Изгревските, както и тези, разкриващи се в Източната Средногорска вулкано-интрузивна област.[3]
- Дайков сноп – сноп от дайки, тясно свързани с центъра на вулканична активност и най-често разположени радиално около него. Обикновено се формира вследствие на един и същ геоложки процес.[1][2] Такъв сноп в България се наблюдава около Зидаровския диоритов горнокреден плутон. Дайков сноп с изключително количество дайки се разкрива на полуосторов Хърд на остров Ливингстън в Антарктида. При него се наблюдават няколко отчетливи етапа на образуване, при всеки от които дайките са с различна ориентация. Предполага се, че са формирани по различно време и при различен режим на ерупция. Един от тези снопове е с радиално разположение и е развит около малкия щок Хесперидес. На разстояние от около 20 км там са наброени над 250 дайки. В западната част на Шотландия дайковият сноп се проследява на около 400 км. Например в източната част на централния комплекс Мул на разстояние от 20 км са отбелязани 375 дайки със средна мощност от 763 m.[1] Платото на река Колумбия в САЩ асоциира с огромни дайкови снопове, за един от които има оценка, че броят на дайките в него надхвърля 21 000.[3]

- Съставна дайка – образува се, когато една съществуваща вече дайка се отвори отново и ако новата магма, протичаща през нея, се различава по състав от старата.[1]
- Субвулканична дайка – генетически е свързана с вулканичната дейност и най-често представлява захранващ канал на централния вулкан.[3]

Най-много пукнатинни ерупции, представляващи дайки, достигнали до повърхността, се наблюдават на Хаваите и в Исландия. Ерозията на някои от по-старите Хавайски вулкани разкрива голямо количество дайки, които подхранват радиално излизащите от вулканичните центрове зони на линейна ерупция. Известното пукнатинно лавово изливане Лаки в Исландия от 1783 г. е дълго повече от 20 км.

### В зависимост от начина на възникване
- Ендогенни – формират се при проникване и застиване на магмата нагоре по готови пукнатини в земната кора.[7]
- Екзогенни (нептунови, седиментни) – формират се в пукнатини, запълвайки ги с утаечен материал. При тях въглеводородът и други газове се вместват в дебелото пясъчно легло, веднага след като седиментите са попаднали в някоя пукнатина. Пясъчната дайка нараства на ширина и дължина, докато целият материал не се втвърди напълно.[7][8] Понякога, когато подземната утайка се състои от редуващи се едрозърнести и непропускливи слоеве глина, налягането на течността вътре може да достигне критична стойност, да разбие скалните слоеве над себе си и да формира дайка. Друг начин на образуване на дайките е характерен за вечно замръзналите почви и скали, водата в които е напълно замръзнала. Когато в тези скали се образуват пукнатини, те могат да се запълнят със седименти, пропаднали от повърхността.[8]
- Метадайки – съставни скали, образувани от метасоматична подмяна на вместващите скали, представляваща промяна на химическия им състав под влияние на околната среда.[7]

### В зависимост от състава
- Пегматитови – формирани при кристализация на остатъчната стопилка. Пегматитите са образувани от богата на вода магма, която кристализира на много груби зърна. Повечето пегматити съдържат кварц, алкален фелдшпат, слюда и турмалин. Въпреки това, някои пегматити съдържат минерали като гранат, апатит, берил, топаз, сподумен, магнетит, титанит, циркон, както и различни други редки минерали. Тази поява на редки минерали е резултат от постепенното съсредоточаване на малки количества от химични елементи в последната част от стопилката, тъй като те не са отстранени при по-ранната кристализация, когато се втвърдява голямата част от магмата. При фракционната кристализация от една родоначална магма последователно, с променящ се състав, се отделят твърди минерали и частична стопилка. Едно от най-фракционните вулканични тела в света е дайката в Тако, Канада с химически сложни пегматити.[6]
- Аплитови – Образуват се от крайната остатъчна стопилка, след като по-голямата част от кристализацията вече е завършена. Обикновено това са фино до среднозърнести светли дайки, които често се срещат в гранитни скали. Богати са на кварц и алкален фелдшпат, а понякога и на мусковит.[6]